# Ipertricosi
Con il termine ipertricosi si identifica un aumento della pelosità, senza zone di predilezione.

## Descrizione
Si differenzia da
- irsutismo[1]: un aumento anormale della pelosità di tipo mascolino (mento, labbro superiore, petto, pube, cosce) senza segni di virilizzazione;
- virilizzazione[2]: situazione di aumentata produzione di androgeni con irsutismo, mascolinizzazione della voce, delle proporzioni corporee, ipertrofia clitoridea e amenorrea.

## Le possibili cause

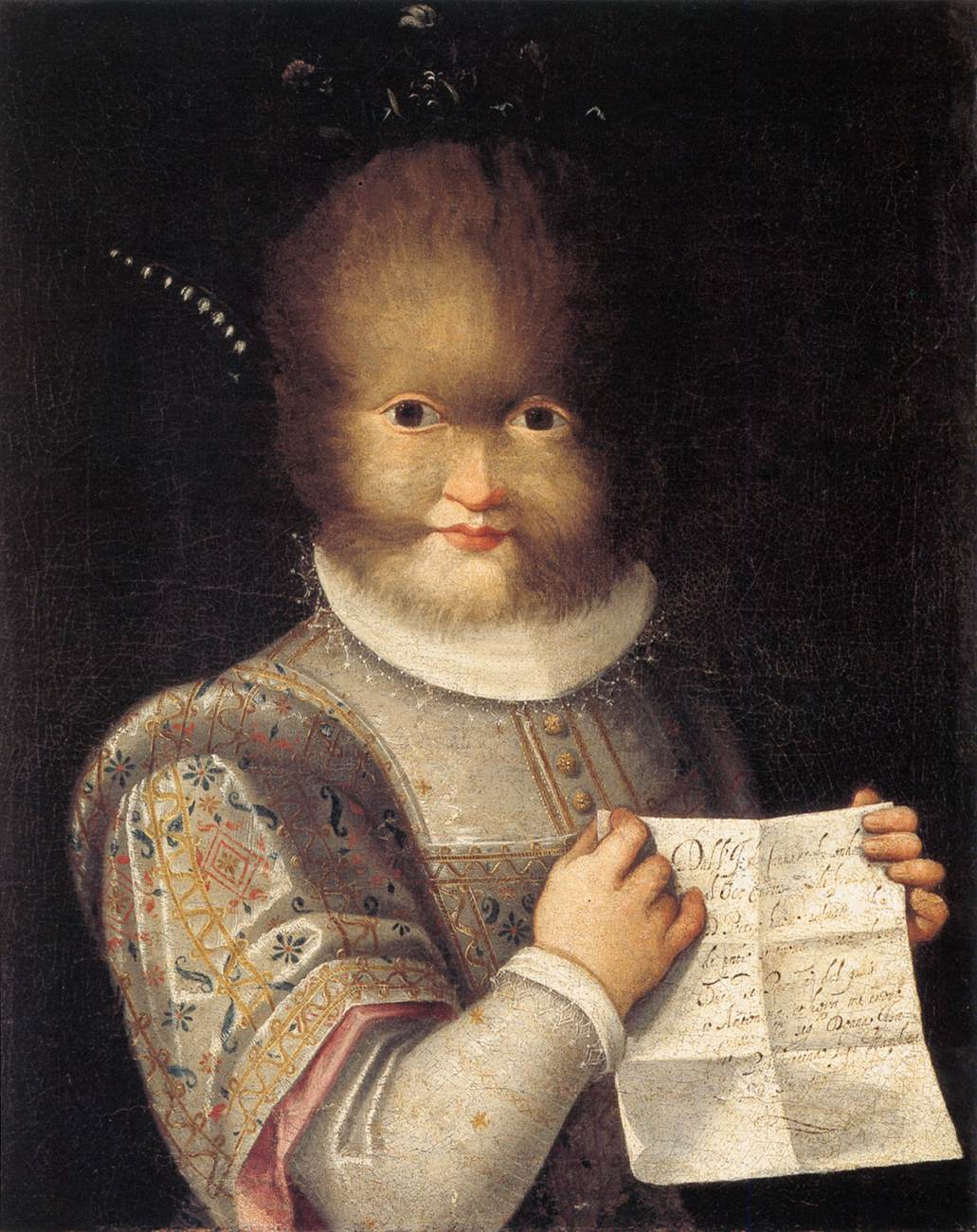
Ritratto di Antonietta Gonsalvus, opera di Lavinia Fontana, coll. Castello di Blois

La presenza della ipertricosi è poco riscontrata nelle etnie asiatica e nera, ed è poco comune nell'Europa del nord mentre è frequente nel bacino mediterraneo. Solitamente si tratta di iperattività ormonale, in modo particolare di ormoni quali il diidrotestosterone (DHT) e i glucocorticoidi. Nelle donne l'irsutismo è correlato con il diabete mellito tipo II, negli uomini l'ipertricosi e il DHT sono correlati con problemi alla prostata.